# Flughafen Poti

i8
i11
i13
Der früher geplante Internationale Flughafen Poti (georgisch ფოთის საერთაშორისო აეროპორტი) liegt am Ostrand der Hafenstadt Poti in Georgien.

## Lage
Er ist von der Stadt durch den Fluss Rioni getrennt. Südlich des Flugplatzgeländes erstrecken sich ausgedehnte Sümpfe und Feuchtgebiete, östlich und nördlich ist der Platz von Feldern und Wäldern umgeben.

## Geschichte

### Militärflugplatz
Der Flugplatz hatte für die Sowjetunion große militärstrategische Bedeutung (Luftraum- und Grenzüberwachung) am Schwarzen Meer, zum NATO-Staat Türkei und dem Iran. Er wurde nach dem Zusammenbruch der Sowjetunion in den 1990er Jahren geschlossen, da ein rentabler Betrieb zu diesem Zeitpunkt nicht vorstellbar war.

### Pläne für internationalen Flughafen
Die georgische Regierung hat den Flugplatz Poti in ein Wirtschaftsförderprogramm aufgenommen, ehrgeiziges Ziel ist der weitere Ausbau zum bedeutendsten Flughafen des Kaukasus, erklärte der georgische Staatspräsident Saakashvili bei der Eröffnung einer ebenfalls dort errichteten Freihandelszone.
Der mit finanzieller Unterstützung der Vereinigten Arabischen Emirate (Finanzhilfe in Höhe von einer Milliarde US-Dollar) entstehende Poti International Airport an der georgischen Schwarzmeerküste werde die längste Rollbahn in der Kaukasusregion haben. Von Vorteil wäre die geringe Bevölkerungszahl in Flugplatznähe und die topographisch günstige Lage. Modernste Radareinrichtung für den Flugplatzbetrieb sei bereits vor Ort installiert. Die großen georgischen Touristikzentren Mestia, Batumi und Poti wollen mit dem neuen Flughafen kooperieren.
Der Flughafen sollte ursprünglich 2012 neueröffnet werden, war aber bis 2015 noch nicht fertiggestellt. Der Bau wurde mit dem Regierungswechsel des Georgischen Traums offiziell aus ökologischen Gründen ausgesetzt. Alternativ liegen Pläne vor, etwa 30 Kilometer nördlich in Anaklia einen zusätzlichen internationalen Flughafen zu errichten.